# 三島村 (愛知県)
三島村（みしまむら）は、かつて愛知県額田郡にあった村である。
現在の岡崎市の中心部の一部（上六名・上六名町・六名・六名町・明大寺本町・南明大寺町・天白町・久後崎町など）に該当する。

## 歴史
- 1869年（明治2年） -
  - 下六名村が下六名村と中六名村に分立する。
  - 下明大寺村と西明大寺村が合併し、下明大寺村となる。
- 1872年（明治5年） - 下六名村と中六名村が合併し、下六名村となる。
- 1875年（明治8年） - 下明大寺村が下明大寺村と西明大寺村に分立する。
- 1878年（明治11年） -
  - 国崎町と久後村が合併し、久後崎村となる。
  - 下明大寺村、西明大寺村、上明大寺村が合併し、明大寺村となる。
- 1889年（明治22年）10月1日 - 上六名村、下六名村、明大寺村、天白村、久後崎村、福島新田が合併し、三島村が発足。
- 1906年（明治39年）5月1日 - 岡崎町に編入され、廃止。